# Laroque (Żyronda)
Laroque – miejscowość i gmina we Francji, w regionie Nowa Akwitania, w departamencie Żyronda.
Według danych na rok 1990 gminę zamieszkiwały 253 osoby, a gęstość zaludnienia wynosiła 85 osób/km² (wśród 2290 gmin Akwitanii Laroque plasuje się na 926. miejscu pod względem liczby ludności, natomiast pod względem powierzchni na miejscu 1538.).